# 4391 Balodis
4391 Balodis (1977 QW2) là một tiểu hành tinh vành đai chính được phát hiện ngày 21 tháng 8 năm 1977 bởi N. S. Chernykh ở Nauchnyj.